# Ildobates neboti
Ildobates neboti és una espècie de coleòpter de la família Carabidae i l'única espècie del gènere Ildobates. És considerada una espècie amenaçada d'extinció.

## Descripció
La longitud del cos oscil·la entre 8 i 9 mm. Mostra una morfologia corporal singular, amb notable gracilitat i forma deprimida del cos, a més a més del notable estirament dels apèndixs. Presenta el cap i el prototòrax molt més allargats que amples, les antenes llargues i fines.

## Distribució
És una espècie endèmica del Baix Maestrat (Castelló). Es troba colonitzant el medi subterrani profund. Actualment només es coneix en quatre cavitats: l'Avenc de l'Indi, l'Avenc d'en Serenge, la Cova de la Ferradura i la Cova dels Encenalls.

## Hàbitat i ecologia
És una espècie troglòbia altament especialitzada, la presència de la qual depèn totalment de les xarxes càrstiques i de les cavitats subterrànies. Sempre s'ha trobat allà on les condicions ambientals són estables i el grau d'humitat relativa és molt elevat. És una espècie depredadora, probablement de col·lèmbols i diplurs, així com d'altres petites espècies endògenes. Es desconeixen les dades de fenologia, reproducció i les fases de desenvolupament.